# Баленеляй (Тельшяйский район)
Баленеляй (лит. Balėnėliai) — деревня в Тельшяйском районе Тельшяйского уезда Литвы. Входит в состав Няваренайской сянюнайтии Няваренайского староства.

## География
Находится в северо-западной части староства.
На территории деревни расположено озеро Баленелис (Боленеле).
Расстояние до Баленеляй от:
- административного центра староства: напрямую — 3,8 км северо-западнее, по автодорогам — 4,4 км[10];
- административного центра района и уезда: напрямую — 17 км севернее, по автодорогам — 20 км[10];
- столицы Литвы: напрямую — 250 км северо-западнее, по автодорогам — 306 км[10].

## История
Административное подчинение: 

По состоянию на 1870 год и 1902 год деревня относилась к Гадоновской волости Тельшевского уезда Ковенской губернии.
С 1950 года по 1995 год деревня входила в состав Няваренайской апилинки.
С 1995 года входит в состав Няваренайского староства.
В 2009 году Няваренайское староство было подразделено на 3 сянюнайтии, Баленеляй с соседними населёнными пунктами составили Няваренайскую сянюнайтию.

## Население
Согласно данным переписи населения Литвы 2001 года в деревне проживал 31 человек.
| 1870                           | 1902 | 2001 |
| ------------------------------ | ---- | ---- |
| 413                            | 191  | 31   |
| Гистограмма динамики населения |      |      |